# Silnice II/409
Silnice II/409 je česká silnice II. třídy vedoucí z Táborska přes Vysočinu a Slavonicko do kraje Jihomoravského. S délkou téměř 116 km jde o 9. nejdelší silnici II. třídy v Česku. Propojuje pět okresů, ale vyhýbá se největším městům. V přes 35 km dlouhém úseku vede těsně podél hranice s Rakouskem.

## Vedení silnice - stručné

### Jihočeský kraj
- Planá nad Lužnicí (odbočení z I/3)
- MÚK s D3 (exit 84)
- Chýnov (dotyk s I/19)
- Kozmice

### Kraj Vysočina
- Křeč
- Černovice (křížení s II/128, II/136)
- odbočka Bohdalín (II/135)
- Kamenice nad Lipou (MÚK s I/34, odbočení II/639)
- Žirovnice (začátek peáže II/132)
- Počátky (konec peáže II/132)
- Panské Dubenky (křížení s II/134)

### Jihočeský kraj
- Domašín
- Studená (křížení a krátká peáž s I/23)
- Horní Němčice (odbočka II/408)
- Markvarec (křížení a krátká peáž s II/151)
- Slavonice (křížení s II/152, II/406)
- Písečné
- Rancířov (křížení s II/410)

### Jihomoravský kraj
- Vratěnín (odbočení III/40928 směr Oberthürnau – Drosendorf)
- Uherčice (odbočení II/411)
- Šafov (napojení na II/398)

## Vedení silnice - podrobné
| Kraj         | km                             |
| ------------ | ------------------------------ |
| Jihočeský    | 61,420 + 1,120 (větev II/409H) |
| Vysočina     | 36,055 + 0,235 (větev II/409A) |
| Jihomoravský | 18,643                         |

### Jihočeský kraj

#### Okres Tábor
Celková délka 16,790 km - mostů: 3 - podjezdů: 3.
Silnice II/409 začíná v Plané nad Lužnicí vyústěním z kruhového objezdu na silnici I/3. Zde se také nachází větev II/409H, která je dlouhá 1,120 km. Silnice pokračuje pod dálnici D3, přes Turovec, Chýnov, Záhostice, Hroby a Kozmice až na hranici okresu Pelhřimov.
Původně však tato silnice začínala křižovatkou silnice I/3 a ulice Husova. Přeložka byla provedena v rámci výstavby čtvrtého železničního koridoru v letech 2008 až 2009, kdy byl zrušen původní železniční přejezd na trati 220 a silnice převedena do podjezdu na vhodném místě.
| Místo             | km     | Cíl                               | Poznámka                         |
| ----------------- | ------ | --------------------------------- | -------------------------------- |
| Planá nad Lužnicí | 0,000  | Soběslav/Tábor                    | vyústění                         |
| Planá nad Lužnicí | 0,305  | III/00356 ul. Průmyslová          | zaústění                         |
| Planá nad Lužnicí | 0,305  | III/00356 ul. Chýnovská           | vyústění                         |
| Planá nad Lužnicí | 0,000  | Soběslav/Tábor III/1359 Ústrašice | vyústění                         |
| Planá nad Lužnicí | 0,663  | III/00356 Chýnovská               | zaústění                         |
| Planá nad Lužnicí | 0,663  | Svit                              | vyústění                         |
| Planá nad Lužnicí | 1,120  |                                   | konec silnice (u dálnice D3)     |
| Planá nad Lužnicí | 1,115  | Svit                              |                                  |
| Planá nad Lužnicí | 1,758  | EXIT 84                           | nájezd na Soběslav               |
| Planá nad Lužnicí | 2,005  | EXIT 84                           | nájezd na Tábor                  |
| Turovec           | 5,572  | III/4093 Dlouhá Lhota/Tábor       |                                  |
|                   | 7,697  | III/4092 Nová Ves u Chýnova       |                                  |
| Chýnov            | 9,580  | Pelhřimov/Tábor                   |                                  |
| Hroby             | 12,719 | III/1365 Radenín                  |                                  |
|                   | 16,790 |                                   | hranice okresů Tábor / Pelhřimov |

### Kraj Vysočina

#### Okres Pelhřimov
Celková délka 34,391 km - mostů: 4 - železničních přejezdů: 4 - podjezdů: 3.
Od hranice okresu Tábor vede silnice II/409 přes Křeč a Střítež do Černovic, kde zaúsťuje do silnice II/128 a peážuje po ní v průtahu městem. Poté silnice II/409 vede přes Rytov a Včelničku. V Kamenici nad Lipou podjíždí I/34 a pokračuje dále přes Rodinov a Strannou až do Žirovnice, kde zaúsťuje do II/132. V Počátkách pak z II/132 vyúsťuje. Zde se také nachází jednosměrná větev II/409A. Silnice opouští Počátky a po Horní Vilímči se dostává na hranice okresu Jihlava.
| Místo              | km     | Cíl                         | Poznámka                           |
| ------------------ | ------ | --------------------------- | ---------------------------------- |
|                    | 16,790 |                             | hranice okresů Tábor / Pelhřimov   |
|                    | 17,020 | III/1362 Vlčeves            |                                    |
| Střítež            | 20,989 | III/4095 Obrataň            |                                    |
| Černovice          | 23,006 | Věžná Mlýny                 | zaústění                           |
|                    | 23,006 | Mnich                       | vyústění                           |
|                    | 25,890 | III/12821 Chválkov          |                                    |
|                    | 31,773 | Bohdalín                    |                                    |
| Včelnička          | 32,622 | III/4098 Vodná              |                                    |
|                    | 34,100 | III/4099 Březí              |                                    |
| Kamenice nad Lipou | 35,038 | Jindřichův Hradec/Pelhřimov |                                    |
| Kamenice nad Lipou | 35,522 | Antonka                     |                                    |
| Kamenice nad Lipou | 35,757 | III/4094 Gabrielka          |                                    |
| Kamenice nad Lipou | 36,377 | III/40910 Lhota             |                                    |
| Žirovnice          | 46,367 | Zdešov/Počátky              | zaústění                           |
| Počátky            | 46,367 | Počátky/Horní Cerekev       | vyústění                           |
| Počátky            | 46,491 | III/13212 Stojčín           |                                    |
| Počátky            | 46,578 | ul. Březinova               | zde II/409A zaúsťuje               |
| Počátky            | 46,656 | Palackého náměstí           | zde II/409A vyúsťuje               |
|                    | 47,183 | III/40913 Vesce             |                                    |
|                    | 51,181 |                             | hranice okresu Pelhřimov / Jihlava |

#### Okres Jihlava
Celková délka 1,429 km - mostů: 1.
Nejkratší úsek silnice II/409 ze všech okresů, kterými prochází, připadá na okres Jihlava. Silnice zaúsťuje v Panských Dubenkách do II/134. Po zhruba 360 metrech z ní opět vyúsťuje a za nově vybudovaným úsekem přechází do Jihočeského kraje.
| Místo          | km     | Cíl                        | Poznámka                                   |
| -------------- | ------ | -------------------------- | ------------------------------------------ |
|                | 51,181 |                            | hranice okresu Pelhřimov / Jihlava         |
| Panské Dubenky | 51,706 | Býkovec                    | zaústění                                   |
| Panské Dubenky | 51,706 | Popelín III/13415 Zahrádky | vyústění                                   |
|                | 52,610 |                            | hranice okresu Jihlava / Jindřichův Hradec |

### Jihočeský kraj

#### Okres Jindřichův Hradec
Celková délka 44,630 km - mostů: 6 - železničních přejezdů: 1.
Naopak nejdelší úsek silnice II/409 se nachází v jindřichohradeckém okrese. Silnice zde prochází přes Domašín do Studené, kde peážuje po silnici I/23. Dále pokračuje přes Horní Němčice, Maršov, Heřmaneč, Lipnici až do Markvarce, kde zaúsťuje do silnice II/151. Z ní pak vede dál přes Český Rudolec, Novou Ves až do Slavonic, kde zaúsťuje do silnice II/406. Ve Slavonicích pak vyúsťuje z II/152 a pokračuje na Slavětín. V Písečné vede po mostě přes řeku Moravská Dyje. Za Rancířovem opouští Jihočeský kraj.
| Místo         | km     | Cíl                     | Poznámka                                   |
| ------------- | ------ | ----------------------- | ------------------------------------------ |
|               | 52,610 |                         | hranice okresu Jihlava / Jindřichův Hradec |
| Studená       | 55,670 | III/40914 Horní Pole    |                                            |
| Studená       | 55,910 | Telč                    | zaústění                                   |
|               | 55,910 | Strmilov                | vyústění                                   |
|               | 59,096 | Brandlín                |                                            |
| Heřmaneč      | 62,006 | III/40916 Olšany        |                                            |
| Heřmaneč      | 62,188 | III/1519 Radlice        |                                            |
| Markvarec     | 67,701 | Lipolec                 | zaústění                                   |
| Markvarec     | 67,701 | Valtínov                | vyústění                                   |
|               | 68,194 | III/40918 Horní Radíkov |                                            |
| Český Rudolec | 70,333 | III/40919 Radíkov       |                                            |
| Český Rudolec | 70,610 | III/1516 Matějovec      |                                            |
| Český Rudolec | 71,082 | III/40626 Lidéřovice    |                                            |
|               | 77,219 | III/40920 Vlastkovec    |                                            |
| Slavonice     | 79,291 | Dačice                  | zaústění                                   |
| Slavonice     | 79,291 | Jemnice                 | vyústění                                   |
|               | 82,905 | III/40922 Chvaletín     |                                            |
|               | 85,087 | III/40923 Václavov      |                                            |
|               | 86,526 | III/40924 Modletice     |                                            |
| Písečné       | 89,012 | III/41023 Županovice    |                                            |
| Rancířov      | 95,072 | Hluboká/Dešná           |                                            |
|               | 97,240 |                         | hranice okresů Jindřichův Hradec / Znojmo  |

### Jihomoravský kraj

#### Okres Znojmo
Celková délka 18,643 km - mostů: 4.
Poslední úsek silnice II/409 se nachází v okrese Znojmo. Silnice vede přes Vratěnín a Uherčice. Poté přechází přes Dyji. Následují Stálky a Šafov, kde silnice končí zaústěním do II/398. 
| Místo    | km      | Cíl                                 | Poznámka                                  |
| -------- | ------- | ----------------------------------- | ----------------------------------------- |
|          | 97,240  |                                     | hranice okresů Jindřichův Hradec / Znojmo |
| Vratěnín | 101,459 | III/40927 Mešovice                  |                                           |
| Vratěnín | 101,615 | III/40928 státní hranice (Rakousko) |                                           |
| Uherčice | 104,293 | Korolupy                            |                                           |
| Stálky   | 112,031 | III/40929 státní hranice (Rakousko) |                                           |
|          | 115,883 | státní hranice (Rakousko)/Šafov     | zaústění                                  |

## Zajímavosti na trase
- Přírodní park Turovecký les
- úzkorozchodná železnice Jindřichův Hradec – Obrataň
- zámek Černovice
- město a zámek Kamenice nad Lipou
- město a zámek Žirovnice
- město Počátky
- Přírodní park Javořická vrchovina
- zámek Studená
- Přírodní park Česká Kanada
- zámek Český Rudolec
- městská památková rezervace a pevnostní areál Slavonice
- Přírodní památka Moravská Dyje
- objekty čs. opevnění podél moravsko-rakouské hranice
- zámek Uherčice
- zřícenina Frejštejn

## Vodstvo na trase
U Turovce vede přes Turovecký potok (opět jej překonává v Nuzbelích) a po hrázi Turoveckého rybníka, v Panský Dubenkách po hrázi Šerého rybníka, ze kterého vytéká Hamerský potok, v Českém Rudolci po hrázi Rudoleckého rybníka, v Nové Vsi po hrázi Novoveského rybníka s Hvozdeckým potokem a u Šafova po hrázi Cihelného a Celničného rybníka s Křeslickým potokem.
U Záhostic vede přes Záhostický potok, u Benešova přes Včelničku (opět ji překonává ve Včelničce), v Kamenici nad Lipou přes Kamenici, u Rodinova přes Lhotský potok, ve Stranné přes Brodek, u Panský Dubenek přes Doubravský potok, v Domašíně přes Domašínský potok, na okraji Horních Němčic přes Studenský potok, u Markvarce přes Valtínovský potok, v Písečném přes Moravskou Dyji, u Rancířova přes Rancířovský potok a mezi Uherčicemi a Stálky přes Dyji a Stálecký potok.